# Grajska vas
Grajska vas (Duits: Burgdorf) is een plaats in Slovenië en maakt deel uit van de gemeente Braslovče in de NUTS-3-regio Savinjska. De plaats telde 353 inwoners op 1 januari 2020.